# Шагалово
Шага́лово (рос. Шагалово) — присілок у складі Казанського району Тюменської області, Росія.
Населення — 150 осіб (2010, 149 у 2002).
Національний склад станом на 2002 рік:
- росіяни — 94 %